# Eugène Demolder
Eugène-Ghislain-Alfred Demolder (Molenbeek-Saint-Jean, 1862 – Corbeil, 1919) è stato uno scrittore belga.
Antisimbolista, collaborò alla rivista Il giovane Belgio dal 1881 al 1897. Nei suoi romanzi descrisse la vita fiamminga del XVII secolo, utilizzando come fonte i celebri quadri del periodo.
Tra le sue opere più significative si ricordano La strada di smeraldo (1899) e Il giardiniere della Pompadour (1904).